# Vivian Malone Jones
Vivian Juanita Malone Jones (Mobile, 15 de julio de 1942 - Atlanta, 13 de octubre de 2005) fue una destacada activista estadounidense por los derechos civiles. Conocida por ser la primera persona afroamericana que se graduó por la Universidad de Alabama.
Ganó fama por ser una de los dos primeros afroamericanos que se matricularon el 12 de junio de 1963 en la Universidad de Alabama, gracias a la sentencia de la Corte Suprema de los Estados Unidos de 1956, que condenaba el segregacionismo y otorgaba plenos derechos a los negros para cursar estudios universitarios. Vivian se presentó en la Universidad en contra de la voluntad del gobernador del Estado, George Wallace, que la esperó en la entrada cumpliendo su compromiso con la comunidad de oponerse a la educación mixta entre blancos y negros.
Cuando llegó la Guardia Nacional cuatro horas y media más tarde y tras un discurso racista de Wallace, este se retiró y los dos estudiantes, Vivian y James Hood, pudieron entrar. 
Vivian acudía a clase escoltada por policías y durante su estancia se cometieron diversos actos de protesta, incluyendo tres bombas caseras en diferentes puntos del recinto. Finalizó los estudios de empresariales el 30 de mayo de 1965, siendo la primera mujer de raza negra en obtener un título universitario en la universidad de Alabama, Estados Unidos. Posteriormente trabajó en el Departamento de Justicia, en la Agencia de Protección del Medio Ambiente y como corredora de seguros.
En 1996, Wallace le pidió perdón públicamente en un acto. En 2000 la Universidad donde cursó estudios le concedió el Doctorado en Letras. Con ocasión de este acto realizó su entrevista más larga para un medio de comunicación en la que afirmó que se sentía «como una mujer privilegiada que ha tenido el honor y ha representado a todos aquellos que luchaban por causas justas».

## Biografía
Nació en Mobile, condado de Monroe, Alabama en 1942. Sus padres enfatizaron la importancia de recibir una educación y se aseguraron de que sus hijos asistieran a la universidad. Cuando era adolescente, Vivian solía participar en organizaciones comunitarias para poner fin a la discriminación racial.y trabajó en estrecha colaboración con los líderes locales de los movimientos para trabajar por la desegregación en las escuelas. 
Malone asistió a Central High School, donde fue miembro de la Sociedad Nacional de Honor. En febrero de 1961, se matriculó en la Universidad Agrícola y Mecánica de Alabama, una de las pocas universidades para estudiantes negros en el estado donde realizó una licenciatura en educación empresarial.
En 1961 recibió noticias de un amigo de la familia de que la Liga de Votantes No Partidistas local había organizado un plan para eliminar la segregación de la escuela filial de la Universidad de Alabama en Mobile. Debido a su desempeño excepcional en la escuela secundaria, Malone fue una de los estudiantes negros locales que la organización sugirió que se postularan al campus de Mobile. Al menos 200 estudiantes negros se habían presentado a la universidad solo para que sus solicitudes fueran rechazadas por las admisiones. La universidad denegó la admisión a los solicitantes por motivos de exceso de matrícula y cierre de matrícula, debido a que los cupos estaban completos o el rendimiento académico de los estudiantes no cumplió con los estándares requeridos; sin embargo, la comunidad había entendido bastante que la universidad no admitiría a los estudiantes negros debido a la resistencia a la eliminación de la segregación escolar. 
La NAACP Legal Defense and Educational Fund of Alabama organizó una estrategia con Malone para inscribirla en la Escuela de Comercio y Administración de Empresas de la Universidad de Alabama para obtener su título en contabilidad. El Fondo de Defensa Legal había estado trabajando en estrecha colaboración con un estudiante, James Hood, para eliminar la segregación de la Universidad de Alabama. Después de dos años de deliberaciones y procedimientos judiciales, a ambos estudiantes se les concedió un permiso para inscribirse en la universidad por orden del juez de la corte de distrito Harlan Grooms en 1963. El tribunal de distrito había dictaminado que la práctica de la Universidad de Alabama de negar a los estudiantes negros la admisión en su universidad era una violación del fallo de la Corte Suprema de los Estados Unidos en el caso Brown vs. Board of Education en el que el acto de educar a niños negros en las escuelas separados de los estudiantes blancos fue acusado de inconstitucional. El juez Grooms también había prohibido al gobernador Wallace interferir con el registro de los estudiantes. 
El 11 de junio de 1963, Malone y Hood, acompañados por el fiscal general adjunto de los Estados Unidos, Nicholas Katzenbach y una caravana de tres autos llena de alguaciles federales, llegaron al campus de la Universidad de Alabama con la intención de inscribirse. Esperándolos en el campus y bloqueando la entrada al Auditorio Foster estaba el gobernador Wallace, flanqueado por un grupo de policías estatales. Wallace tenía la intención de mantenerse fiel a su promesa de mantener la segregación en el estado y detener la "integración en la puerta de la escuela". Mientras Malone y Hood esperaban en un automóvil, el fiscal general adjunto Katzenbach y un pequeño equipo de alguaciles federales se enfrentaron a Wallace para exigir que se permitiera la entrada a Malone y Hood por orden de la corte estatal y que Wallace se hiciera a un lado.
Wallace no solo había rechazado la orden, sino que interrumpió a Katzenbach; frente a la multitud de equipos de medios que lo rodeaban, Wallace pronunció un breve discurso simbólico sobre la soberanía del estado, afirmando que «La intrusión no deseada, indeseada, injustificada e inducida por la fuerza en el campus de la Universidad de Alabama ... del poder del Gobierno Central ofrece espantoso ejemplo de la opresión de los derechos, privilegios y soberanía de este Estado por parte de funcionarios del Gobierno Federal».
El tiempo que Malone pasó en la Universidad de Alabama estuvo relativamente libre de conflictos y amenazas a su seguridad, con la excepción de una serie de atentados con bombas que ocurrieron en noviembre de 1963 por disturbios de blancos posiblemente enojados con la política de integración. Después de mucha deliberación entre el alguacil de los Estados Unidos y Katzenbach, se decidió que no sacarían a Malone de la escuela ni cancelarían su inscripción debido a los atentados. Dos años más tarde, en 1965, recibió una licenciatura en administración de empresas y se convirtió en la primera estudiante negra en graduarse de la Universidad de Alabama. Se graduó con altas calificaciones.
Trabajó en la división de derechos civiles del Departamento de Justicia de Estados Unidos y se desempeñó como analista de investigación. Mientras estaba en Washington, asistió a la Universidad George Washington y obtuvo una Maestría en Administración Pública. Aceptó un trabajo como especialista en relaciones laborales en la oficina central de la Administración de Veteranos de los Estados Unidos. Posteriormente se convirtió en Directora de Derechos Civiles y Asuntos Urbanos y Directora de Justicia Ambiental de la Agencia de Protección Ambiental de los Estados Unidos , cargo que ocupó hasta su jubilación en 1996.
En octubre de 1996, Jones fue elegida por la Fundación de la Familia George Wallace para ser el primer destinatario del Premio al Coraje Lurleen B. Wallace. En la ceremonia, Wallace dijo: «Vivian Malone Jones estuvo en el centro de la lucha por los derechos de los estados y se condujo con gracia, fuerza y, sobre todo, coraje». En 2000, la Universidad de Alabama le otorgó un doctorado. 
Estuvo casada con el médico Mack Arthur Jones. Malone murió luego de sufrir un derrame cerebral a los sesenta y tres años el 13 de octubre de 2005 en un hospital de Atlanta.